# Пуаре, Кристиан
Кристиан Пуаре (фр. Christian Poiret) — французский политик, президент Совета департамента Нор.

## Биография
Родился 12 ноября 1957 г. в Дуэ (департамент Нор). Обладатель диплома о высшем техническом образовании (BDT), Кристиан Пуаре начал карьеру в торговой компании по производству нержавеющей стали Charron-Nord. В этой группе, базирующейся в Дуэ, он последовательно занимал должности коммерческого агента, главного специалиста, заместителя директора центра и директора центра компании Charron-Nord. Он оставил эту должность в 2009 году, чтобы полностью посвятить себя политической деятельности.
Политикой Кристиан Пуаре начал заниматься параллельно с работой в компании Charron-Nord: в июне 1995 года он был избран мэром коммуны Ловен-Планк, пригорода Дуэ. Приоритетным направлением его работы было улучшение жилищных условий и муниципальных услуг. В мае 2018 года Кристиан Пуаре был награжден орденом «За заслуги». 
В 2002 году, когда было создано сообщество коммун агломерации Дуэ, Кристиан Пуаре стал его вице-президентом по экономическому развитию и коммуникациям. В 2008 году он стал первым вице-президентом по экономическому развитию и занятости, а в 2009 году возглавил это сообщество. Его деятельность способствовала экономическому развитию территории агломерации Дуэ. В коммуне Ловен-Планк он создал бизнес-парк, в котором, в частности, размещается дистрибьюторский центр компании Amazon. Был инициатором строительства экологических кварталов в городах Дуэ и Сен-ле-Нобль, плавательного бассейна и археологического музея Аркеос, а также ряда других социальных объектов.
В 2021 году он приветствовал президента Франции Эмманюэля Макрона на заводе Renault Douai, где было открыто новое производство компании Envision, производителя электрооборудования, создавшее нескольких тысяч новых рабочих мест.
В 2001 году Кристиан Пуаре был избран членом Генерального совета департамента Нор от кантона Дуэ-Сюд-Уэст, переизбран в 2008 году. Был членом оппозиционной группы «Союз за Нор» в Генеральном совете. В 2015 году в паре с Каролин Санчес он был избран от кантона Дуэ в новый орган – Совет департамента Нор, в котором правые партии получили большинство. Кристиан Пуаре был назначен первым вице-президентом, отвечающим за финансы и общее управление. В отчете Счетной палаты региона за 2021 год было отмечено, что «департамент сократил свой долг на 217,4 миллиона евро по сравнению с 2015 годом».
В июне 2021 года Кристиан Пуаре в паре с Каролин Санчес вновь был избран в Совет департамента, а 1 июля 2021 года он был избран президентом этого Совета.

## Занимаемые выборные должности
18.06.1995 — 14.02.2022 — мэр коммуны Ловен-Планк 

18.03.2001 — 28.03.2015 — член Генерального совета департамента Нор от кантона Дуэ-Сюд-Уэст

с 29.03.2015 — член Совета департамента Нор от кантона Дуэ

с 01.07.20121 — президент Совета департамента Нор.